# 沙特·阿卜杜勒哈米德
沙特·阿卜杜勒哈米德（阿拉伯語：سعود عبدالحميد，1999年7月18日—）是沙特阿拉伯的职业足球运动员，司职后卫，現効力于法甲球隊朗斯 (羅馬租借)，他也代表沙特阿拉伯国家足球队。

## 荣誉
希拉尔
- 沙特阿拉伯职业足球联赛冠軍：2021-22，2023–24
- 沙特國王盃冠軍：2022–23，2023–24
- 沙特超級盃冠軍： 2023，2024[5]

沙特阿拉伯U-20
- 亞足聯U-19亞洲盃冠軍：2018

沙特阿拉伯U-23
- 亞足聯U-23亞洲盃冠軍：2022